# Ямайка на летних Олимпийских играх 1984
Ямайка принимала участие в Летних Олимпийских играх 1984 года в Лос-Анджелесе (США) в десятый раз за свою историю, и завоевала одну серебряную, две бронзовые медали. Сборную страны представляли 14 женщин.

## Серебро
- Лёгкая атлетика, мужчины, 4х100 метров, эстафета — Ray Stewart, Al Lawrence, Greg Meghoo и Дон Куорри.

## Бронза
- Лёгкая атлетика, женщины, 100 метров — Мерлин Отти.
- Лёгкая атлетика, женщины, 200 метров — Мерлин Отти.